# K2-72 e
K2-72 e — экзопланета у звезды K2-72, находящейся в созвездии Водолея на расстоянии примерно 215,26 световых лет (66,56 парсек или почти 2,0366⋅1015 км) от Солнца. Обнаружена 18 июля 2016 года космическим телескопом «Кеплер» в рамках расширенной программы миссии «Второй свет (K2)» с помощью транзитного метода. Обращается вокруг красного карлика, вероятно, является каменистой и находится в зоне Златовласки.

## Открытие
Информация об открытии K2-72 e, наряду с двумя другими планетами в системе K2-72, была объявлена в середине июля 2016 года как часть новых результатов в рамках расширенной миссии "Второй свет (K2)" космического телескопа «Кеплер».

## Характеристики
Первоначально рассчитанные параметры несколько отличались, поскольку неточно были определены свойства самой звезды K2-72. Год спустя они были уточнены, и как следствие, перерассчитаны и параметры обращающихся вокруг неё планет. В частности, выяснилось, что радиус K2-72 e не меньше, а немного больше земного — 1,29 R⊕. Масса же может быть определена только с помощью анализа точных измерений радиальных скоростей, однако для такой тусклой звезды как K2-72 этот метод в настоящий момент недоступен. Примерная оценка массы K2-72 e — 2,2 M⊕. При отсутствии точного значения массы выводы о составе планеты можно делать лишь на основании статистики соотношений известных масс и радиусов открытых экзопланет; если рассматривать K2-72 e с этих позиций, то её радиус значительно меньше гипотетического предела в 1,5R⊕, отделяющего каменистые планеты от мини-нептунов, следовательно, скорее всего, является каменистой.
K2-72 e имеет равновесную температуру 261 К (-12 °С; 10 °F).
Экзопланета совершает оборот вокруг своей звезды чуть более чем за 24 дня; радиус орбиты меньше, чем у Меркурия.

## Обитаемость
Сразу после открытия было объявлено, что экзопланета вместе с K2-72 c находится на орбите в обитаемой зоне родительской звезды — области, где при правильных условиях и атмосферных свойствах на поверхности планеты может существовать жидкая вода. Родительская звезда — красный карлик, масса которого составляет примерно 27 % массы Солнца, а светимость — чуть более 1 % солнечной. Обитаемая зона таких звёзд расположена довольно близко к ним, и они способны жить до 500–600 миллиардов лет, что в 40–50 раз дольше, чем будет жить Солнце. Получая на 20 % больше излучения, чем Земля, K2-72 e находится в пределах обитаемой зоны: согласно оценкам, вода может присутствовать на поверхности планеты в жидком виде.
Орбита K2-72 e, скорее всего, находится в пределах области приливного захвата, когда планета всегда повёрнута к звезде одной стороной, а противоположная сторона окутана вечной тьмой. Однако это, возможно, не настолько критично для обитаемости, как принято было считать ранее.
Индекс подобия Земле имеет для K2-72 e очень высокое значение — 0,9, на 2021 год она является третьей среди открытых экзопланет по величине этого параметра после Teegarden b и TOI-700 d.